# Ducasse
Ducasse je priimek več oseb:
- Eugène-Georges Ducasse, francoski general
- Isidore Lucien Ducasse, bolj znan kot Comte de Lautréamont, francoski pesnik
- Pierre Ducasse - več znanih ljudi